# 데시 (에티오피아)

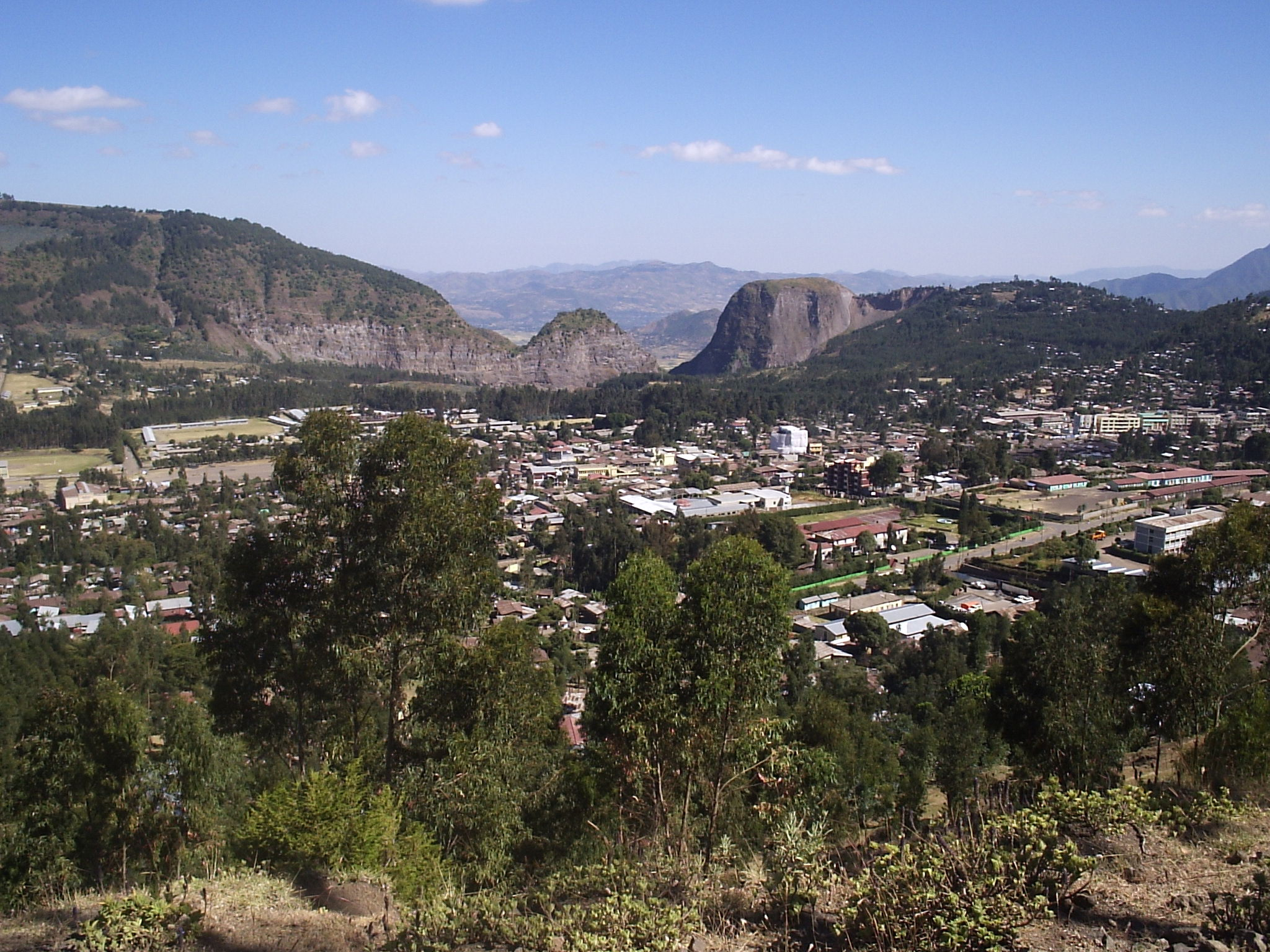
데시

데시(암하라어: ደሴ)는 에티오피아 북서부 암하라주 동부에 위치한 도시이다. 해발 고도 2,470~2,550m에 위치한다. 데시는 수도인 아디스아바바에서 북쪽으로 400km 떨어져 있다. 2021년 기준으로 인구는 약 200,000명이다.